# 高山成孝
高山 成孝（たかやま なりたか）は、日本の歌手。神奈川県川崎市出身。

## 来歴
1982年より「リスキーハビット」のメンバーとして活動。1992年ヤマハ「第1回ミュージッククエスト」日本大会出場。
その後、1996年に激走戦隊カーレンジャーの主題歌・挿入歌の歌唱を担当し、その後も特撮・アニメ・ゲーム関連の曲の歌唱を担当。
近年では2009年に焼津市のローカルヒーローである「焼津の魚レンジャー」のテーマ曲を歌っている。

## 歌

### 特撮
- 激走戦隊カーレンジャー（1996年）
  - 「激走戦隊カーレンジャー」（前期OP主題歌）
  - 「激走戦隊カーレンジャー～フルアクセルヴァージョン～」（後期OP主題歌）
  - 「激走合体!!RVロボ」（挿入歌）
  - 「俺達はカーレンジャー」（挿入歌）
  - 「かぞえてバトルだ!カーレンジャー!!」（挿入歌）
  - 「暴走戦隊ゾクレンジャー」（挿入歌）
  - 「天国サンバ」（ED主題歌）
- 電磁戦隊メガレンジャー（1997年）
  - 「マルチウェポン 目が離せない!」（挿入歌）
- 救急戦隊ゴーゴーファイブ（1999年）
  - 「この星を この街を」（ED主題歌）
  - 「進め!!防災たましい」（挿入歌）
- 未来戦隊タイムレンジャー（2000年）
  - 「ETERNAL WIND」（Case File 45 ED）

### アニメ
- 超特急ヒカリアン（1997年）
  - 「ぼくらのヒカリアン」（第1期OP主題歌）
  - 「ぼくらのヒカリアン 超特急ヴァージョン」（イメージソング）
  - 「JHR出撃マーチ」（ビデオJHRシリーズED主題歌）
- スーパーフィッシング グランダー武蔵（1997年）
  - 「NATIVE ～ミラクル・ジムのテーマ～」（イメージソング）
- OVA 地獄先生ぬ〜べ〜（1998年）
  - 「ニュースな学校」（OP主題歌/ひまわりキッズとともに歌唱）

### ゲーム
- TAKUYO「Cherry blossom ～チェリーブロッサム～」（2004年）
  - 「新しい未来」（OP主題歌/CDアルバム『TAKUYO SELECTION -opening music-』収録）
- TAKUYO「for Symphony ～with all one's heart～」（2007年）
  - 「言霊-KOTODAMA-」（ED主題歌）

### キッズソング
- 「とらとら祭り」（ひまわりキッズとともに歌唱）
- 「新アニメ体操No.3」（山野さと子とともに歌唱）
- 「新アニメ体操No.4」（瀧本瞳とともに歌唱）
- 「元気たいそう いつだってVサイン!!」（森の木児童合唱団とともに歌唱）
- 「キッズたいそう 〜ミート・ザ・ワールド〜」（コロンズ(山野さと子、橋本潮、瀧本瞳)とともに歌唱）
- 「パーリーキッズスペシャルメドレーPart.1」（コロンズ(山野さと子、橋本潮、瀧本瞳)とともに歌唱）
- 「勇気100%」（NHK東京児童合唱団とともに歌唱）
- 「小さな世界」（山野さと子、橋本潮、中右貴久とともに歌唱）

### その他
- 焼津市のローカルヒーロー「焼津の魚レンジャー」テーマ曲（2009年）
  - 「GO GO 焼津の魚レンジャー」

### コーラス
- 東野純直[5]
  - せつないくらいに君しか見えない（1993年）
  - Rain（1993年）
- 嶋大輔
  - 『Memories and beginnings ～時を越えて～』(2024年)

## 出演
- 第1回ミュージック・クエスト日本大会 The 1st MUSIC QUEST 世界大会選考会（1992年9月13日） - 自作曲の「雨に消えた足音」を披露
- キッズ・キャラクターエイド'96（1996年7月7日）
- スーパー戦隊“魂”2022 東京公演1日目（2022年11月5日）
- スーパー戦隊“魂”2022 大阪公演（2022年11月13日）